# Nursułtan Tursynow
Nursułtan Szynggysbekuły Tursynow (kaz. Нұрсұлтан Шыңғысбекұлы Тұрсынов; ur. 30 stycznia 1991) – kazachski zapaśnik walczący w stylu klasycznym. Dwukrotny olimpijczyk. Zajął czternaste miejsce w Tokio 2020 w kategorii 87 kg i siódmy w Paryża 2024 w tej samej wadze.
Zajął piąte miejsce na mistrzostwach świata w 2023. Piąty na igrzyskach azjatyckich w 2014. Zdobył złoty medal na mistrzostwach Azji w 2014; srebrny w 2015, 2013 i 2024; brązowy w 2022. Piąty na Uniwersjadzie w 2013 roku, jako zawodnik Kazakh Acacdemy of Sport and Tourism w Ałmaty.